# 巴特勒海峽
巴特勒海峽（英語：Butler Passage）是南極洲的海峽，位於葛拉漢地西岸，處於沃沃曼斯群島和帕澤爾群島之間，連接佩爾蒂埃海峽和勒梅爾海峽，讓-巴蒂斯特·夏古率領的法國探險隊首次踏足該海峽，現時由南極條約體系管理。